# Filippo II di Borbone-Orléans
Filippo II di Borbone, duca d'Orléans (Saint-Cloud, 2 agosto 1674 – Versailles, 2 dicembre 1723), è stato un nobile, politico e generale francese.
Era figlio di Filippo I di Borbone-Orléans e della sua seconda moglie, Elisabetta Carlotta di Baviera, principessa Palatina (1652-1722); fu reggente di Francia durante la minorità di Luigi XV (1715-1723).
Considerato dai suoi coevi come un personaggio ambizioso, Filippo, amante delle arti (tanto da raccogliere a Parigi, nel Palazzo Reale, una famosa collezione di dipinti, costituita soprattutto dall'eredità paterna), accrebbe il proprio prestigio resuscitando il nome dell'antico ordine dei Cavalieri templari (un ordine religioso-militare che era stato definitivamente soppresso dal papa quattro secoli prima, nel 1314), dando così legittimazione al neotemplarismo.

## Biografia

### Giovinezza
Figlio di Filippo I di Borbone-Orléans, figlio cadetto di Luigi XIII e pertanto nipote di Luigi XIV, ebbe la sua prima esperienza come soldato nell'assedio di Mons nel 1691. Combatté con onore a Steenkerque, Neerwinden e Namur (1692-1695) e negli anni successivi, trovandosi senza occupazioni, si dedicò a studiare le scienze naturali.

### Matrimonio
Nel 1692 sposò Francesca Maria di Borbone-Francia, nota come Mademoiselle de Blois (1677-1749), figlia legittimata di suo zio Luigi XIV - quindi sua prima cugina - e di Françoise-Athénaïs di Montespan: questo matrimonio gli guadagnò i favori del re (e gli valse uno schiaffo in pubblico da parte di sua madre).

### Neotemplarismo
Per accrescere il proprio prestigio resuscitò il nome dell'antico ordine dei Cavalieri templari (un ordine religioso-militare che era stato definitivamente soppresso dal papa quattro secoli prima, nel 1314). Nel marzo del 1705 dichiarò di “succedere” a Jacques-Henry de Durfort come "maestro del Tempio" e pose fine alla presunta esistenza “segreta” dei Templari, convocando l'11 aprile un "capitolo generale" a Versailles, che promulgava nuovi statuti e con il quale veniva riconosciuto "gran maestro". Con questo fatto diede legittimazione al neotemplarismo.

### Carriera militare
Fu mandato a combattere in Italia (1706) ed in Spagna (1707-1708) dove ottenne alcuni successi importanti, ma non dissimulò le sue notevoli ambizioni e si pensò ambisse a sostituire il cugino Filippo V di Spagna sul trono. Luigi XIV si arrabbiò molto per questo e il duca perse temporaneamente i favori reali. Tuttavia, anche in seguito alla penuria di principi del sangue vivi, nel suo testamento lo nominò Presidente del Consiglio di Reggenza del nipote re Luigi XV (1715).

### Reggenza

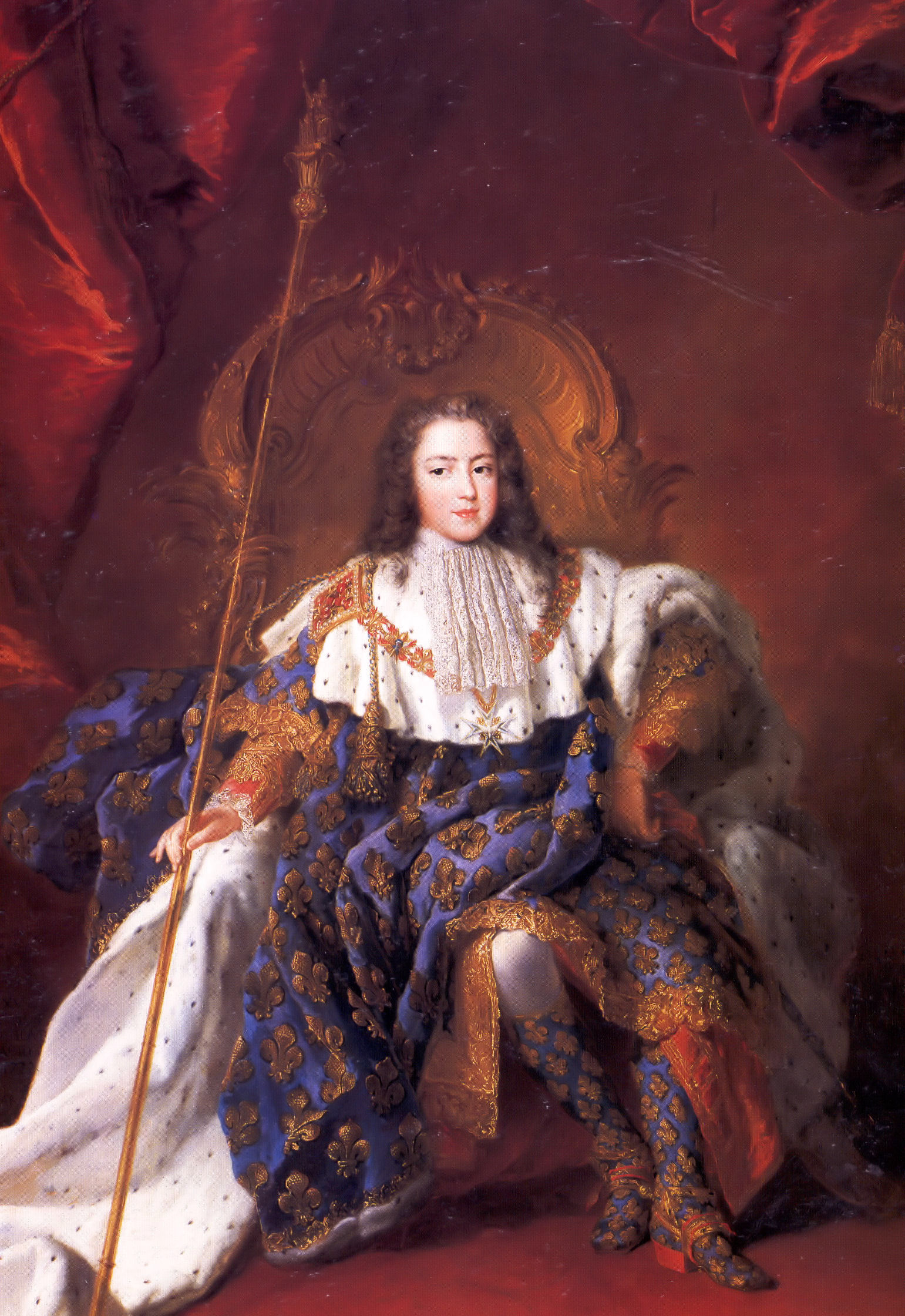
Un giovane Luigi XV, ritratto da Alexis Simon Belle

Alla morte di Luigi XIV (1º settembre 1715), essendo deceduti pochi anni prima sia il Gran Delfino sia il duca di Borgogna e quello di Bretagna, l'unico discendente diretto maschio vivente del sovrano (a parte il secondogenito del Delfino Filippo V di Spagna che aveva rinunciato alle rivendicazioni sul trono con il trattato di Utrecht) era il pronipote di cinque anni Luigi, duca d'Angiò, che salì al trono come Luigi XV di Francia. Il duca di Orléans - che in quel momento sarebbe stato primo nella linea di successione al trono escludendo i due "bastardi reali" legittimati dal Re Sole proprio per impedire l'accesso eventuale di trono di Filippo - andò al Parlamento di Parigi, fece invalidare il testamento sovrano, si investì del potere regio e divenne Reggente unico del regno, escludendo dal Consiglio di Reggenza i due figli legittimati di Luigi XIV (suoi cugini nonché cognati essendo i fratelli di sua moglie). Inizialmente fece diminuire le tasse, licenziò 25.000 soldati e istituì la Camera di giustizia per perseguire i sospettati di arricchimento finanziario. Ma le misure draconiane che stava impiegando contro i banchieri crearono problemi, non essendo un provetto economista: si dimostrò abbastanza debole nei confronti delle rischiose operazioni del banchiere John Law, il cui fallimento condusse ad una crisi disastrosa degli affari pubblici e privati francesi.
Il 6 giugno 1717, sotto l'influenza di Law e del duca di Saint-Simon, il Reggente persuase il Consiglio di Reggenza a comprare da Thomas Pitt per £135.000 il più grande diamante nel mondo a quel tempo, un brillante di 141 carati (28.2 g), per i gioielli della corona di Francia. Il diamante fu conosciuto da quel momento in poi come le Régent.
Esisteva un partito degli scontenti che volevano trasferire la reggenza dall'Orléans a Filippo V di Spagna, suo cugino e nipote anch'esso di Luigi XIV in quanto figlio del Gran Delfino. Sorse una cospirazione sotto la guida del cardinale Giulio Alberoni, primo ministro di Spagna, diretta dal Principe di Cellamare, ambasciatore spagnolo in Francia, con la complicità del Duca e della Duchessa del Maine (uno dei due legittimati di Luigi XIV, e sua moglie) ma nel 1718 venne scoperta ed annientata. Guillaume Dubois, già precettore del Duca di Orleans ed ora suo primo ministro, dichiarò allora guerra alla Spagna, con l'alleanza dell'imperatore Carlo VI, dell'Inghilterra e dei Paesi Bassi (Quadruplice Alleanza).
Dopo alcuni successi del maresciallo francese, il Duca di Berwick, in Spagna, e delle truppe imperiali in Sicilia, Filippo V giunse ad un accordo di pace (1720).

### Ultimi anni e morte
Alla maggior età del re, il 15 febbraio 1723, il duca di Orléans rinunciò formalmente al potere, diventando solo il primo ministro del sovrano, carica che avrebbe mantenuto fino alla morte, il 2 dicembre 1723, a 49 anni. Filippo, molto ingrassato negli ultimi anni e che rifiutava le prescrizioni dei medici, soffriva da tempo di persistente sonnolenza, e morì al palazzo di Versailles, mentre era in compagnia di una sua amante (probabilmente di ictus come già suo padre nel 1701); fu sepolto nella città dov'era nato, Saint-Cloud.

## Personalità ed opere
Il Reggente aveva molte grandi qualità, messe in ombra però da un eccessivo amore per i piaceri ed il lusso. Le sue abitudini dissolute trovarono molti imitatori, e la Reggenza fu uno dei periodi più corrotti nella storia francese. Filippo era un ateo che si vantava di leggere le opere satiriche di François Rabelais, nascoste dentro una Bibbia, durante la Messa. Amava poi dare orge durante i periodi delle festività religiose, in particolare durante il Venerdì Santo: proprio per il suo ateismo, favorì il giansenismo per avversare l'autorità papale, ma non revocò l'editto di Fontainebleau contro gli ugonotti. Contestualmente, nonostante la sua sostanziale non religiosità, Filippo, già interessato al neotemplarismo, sviluppò anche una passione per l'occultismo: il duca di Saint-Simon riferisce che il Reggente spese cifre enormi per consultare medium e sedicenti maghi che promettessero di metterlo in contatto con Lucifero. Oltre che di esoterismo, il Reggente era molto appassionato all'alchimia. La miscredenza di Filippo fu criticata dai cattolici che attribuirono ad essa diverse sventure del regno.
Recitò in opere teatrali di Molière e di Racine, compose un'opera e fu un pittore e un incisore dotato. Era un gran collezionista d'arte e la sua collezione di dipinti, in gran parte venduta a Londra dopo la Rivoluzione francese, fu una delle più raffinate della sua epoca. Uomo liberale e pieno d'ingegno, fu anche spesso debole, contraddittorio e vacillante. Ciò nonostante, come Reggente, mutò i comportamenti del governo e della nobiltà portandoli dalla zelante ipocrisia dei tempi di Luigi XIV alla sincerità completa che spesso sconfinava nel cinismo. Contro la censura ordinò la ristampa dei libri vietati sotto il regno dello zio.
Invertendo le politiche dello zio Luigi XIV, formò un'alleanza con l'Inghilterra, l'Austria ed i Paesi Bassi e combatté una guerra vittoriosa contro la Spagna, gettando le basi per una stabile pace europea. Filippo promosse l'educazione, rendendo la Sorbona priva di tasse ed aprendo la biblioteca reale al pubblico (1720). È però ancora oggi ricordato più per la corruzione morale che portò a Versailles (bersaglio delle satire del giovane Voltaire che finì incarcerato per un periodo) e per lo scandalo bancario di John Law.
La città di New Orleans, in Louisiana, ha preso il nome da lui.

## Discendenza

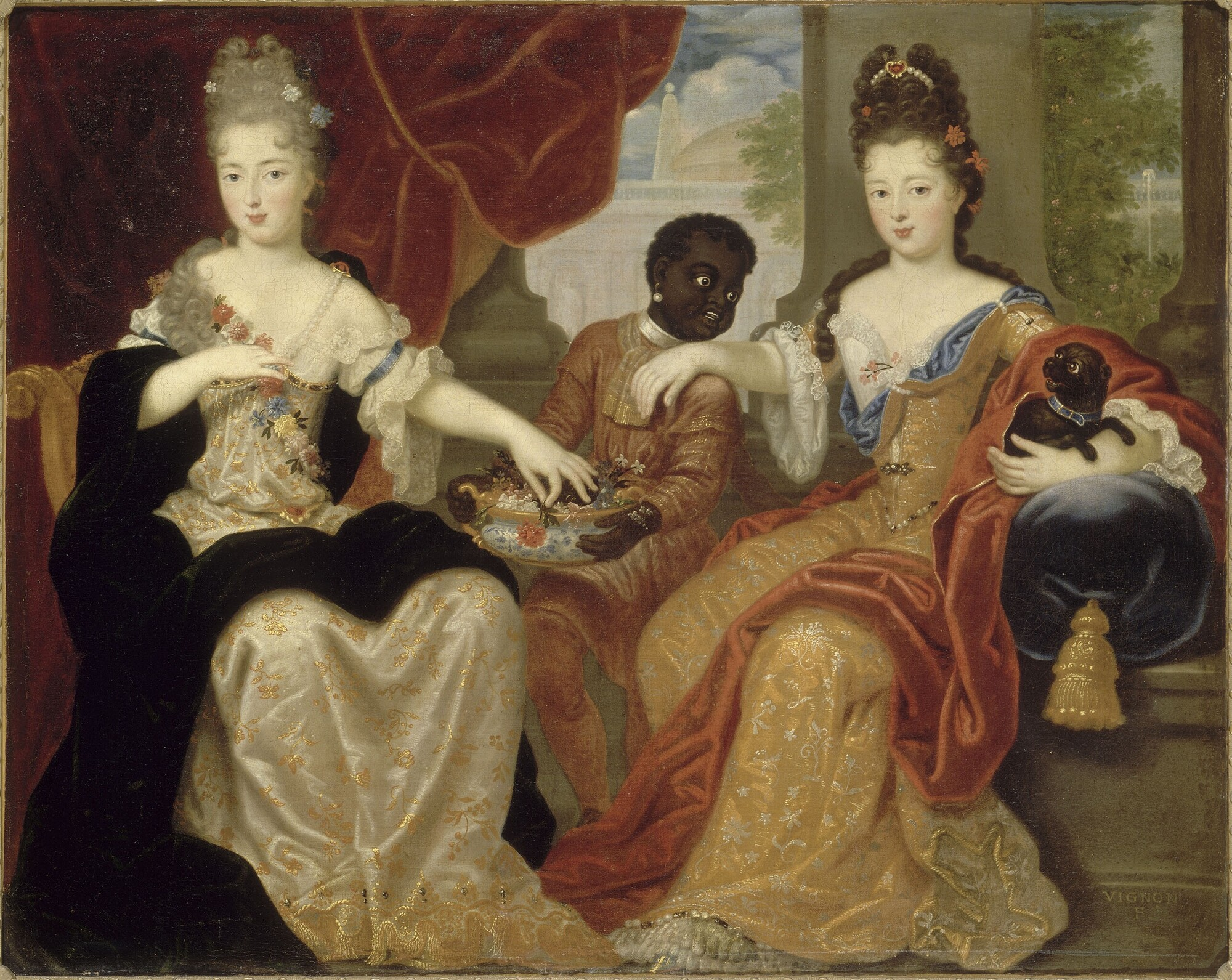
Francesca Maria di Borbone-Francia, duchessa d'Orléans con la sorella Luisa Francesca di Borbone-Francia, principessa di Condé

Il 9 gennaio 1692 sposò Francesca Maria di Borbone, la seconda Mademoiselle de Blois (1677–1749), dalla quale ebbe otto figli:
- Mademoiselle de Valois (17 dicembre 1693 – 17 ottobre 1694)
- Maria Luisa Elisabetta (20 agosto 1695 – 21 luglio 1719) sposò Carlo di Borbone-Francia (1686-1714)
- Luisa Adelaide (13 agosto 1698 – 10 febbraio 1743).
- Carlotta Aglaia (20 ottobre 1700 – 19 gennaio 1761), sposò Francesco III d'Este, duca di Modena e Reggio
- Luigi, Duca di Orléans (4 agosto 1703 – 4 febbraio 1752).
- Luisa Elisabetta (11 dicembre 1709 – 16 giugno 1742) sposò Re Luigi di Spagna
- Filippa Elisabetta (18 dicembre 1714 – 21 maggio 1734).
- Luisa Diana (27 giugno 1716 – 26 settembre 1736) sposò Louis-François di Borbone-Conti

Filippo ebbe anche svariati figli illegittimi dalle sue amanti; tra questi noti sono:
- Da Florence Pellerin:

Charles de Saint-Albin (1698-1764), nominato vescovo di Laon nel 1722
- Da Marie Louise Le Bel de La Boissière:

Gian Filippo d'Orléans (1702-1748)
- Da Christine Charlotte Desmares:

Angélique de Froissy (1702-1785)

## Collezionismo
Filippo II fu uno dei più grandi collezionisti dell'epoca moderna, in Francia come in Europa. La sua raccolta di pitture, ospitata al Palais Royal e smantellata a Londra alla fine del Settecento in occasione di vendite pubbliche, era costituita da alcuni dei più pregevoli capolavori della pittura occidentale tra cui:

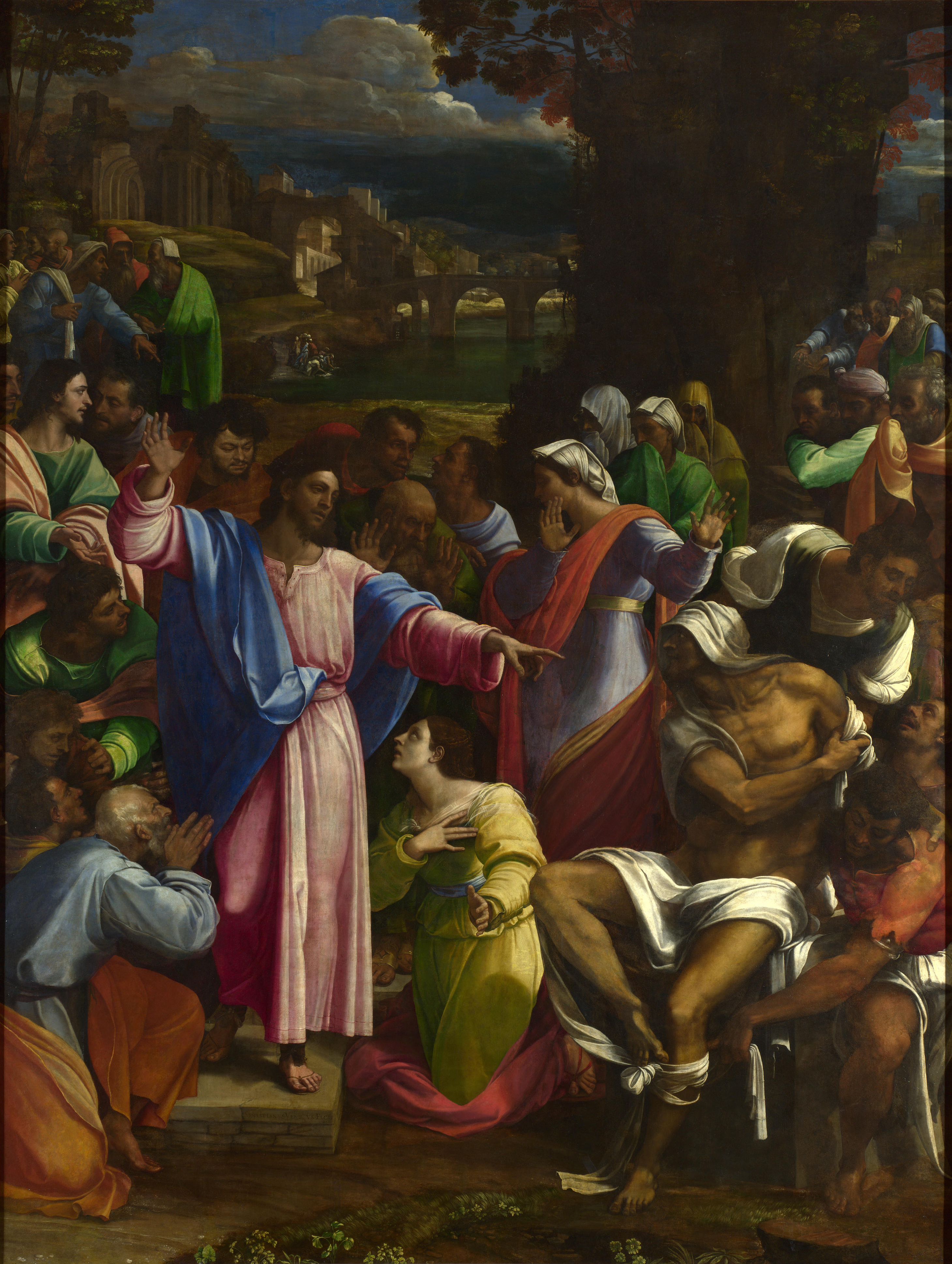
Sebastiano del Piombo, Resurrezione di Lazzaro, Londra, National Gallery

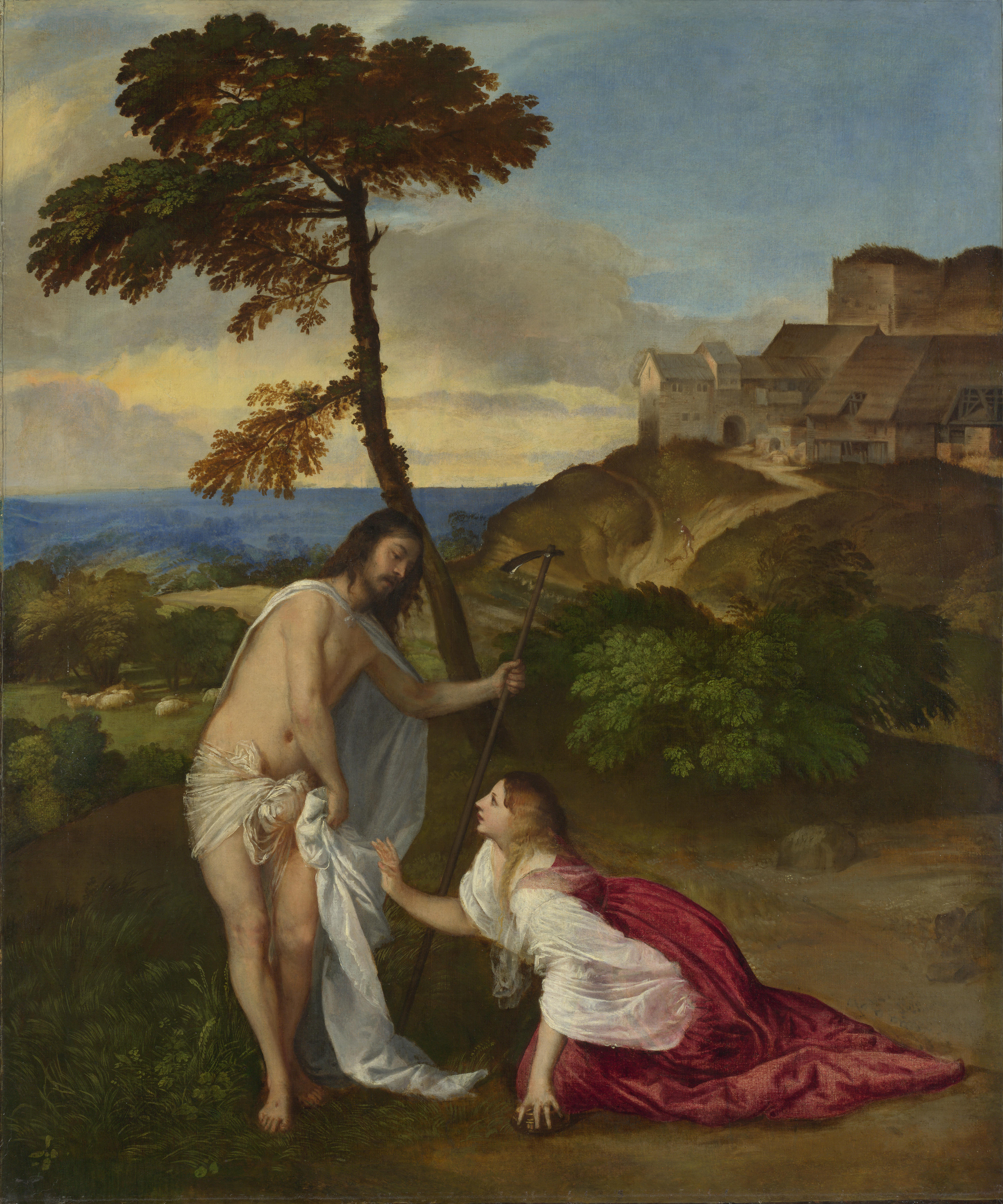
Tiziano, Noli me tangere, Londra, National Gallery

- Domenichino, Cristo portacroce, Los Angeles, Getty Museum
- Andrea del Sarto, Leda, Bruxelles, Musées Royaux des Beaux-Arts
- Correggio, Danae, Roma, Galleria Borghese
- Annibale Carracci, Deposizione, Londra, National Gallery
- Ludovico Carracci, Susanna, Londra, National Gallery
- Ludovico Carracci, Il sogno di Santa Caterina, Washington, National Gallery of Art
- Giovanni Bellini (e bottega), Circoncisione, Londra, National Gallery
- Sebastiano del Piombo, Resurrezione di Lazzaro, Londra, National Gallery
- Francesco Melzi, Flora, San Pietroburgo, Ermitage
- Paolo Veronese, Allegoria di Ercole e la Saggezza, New York, Frick Collection
- Paolo Veronese, Allegoria della Virtù e del Vizio, New York, Frick Collection
- Paolo Veronese, Venere e Marte, New York, Metropolitan Museum of Art
- Paolo Veronese, Quattro allegorie dell'amore, Londra, National Gallery
- Giorgio Vasari, Sei poeti toscani, Minneapolis, The Institute of Arts
- Tiziano, Noli me tangere, Londra, National Gallery
- Tiziano, Venere Anadiomede, Edimburgo, National Gallery of Scotland
- Tiziano, Le tre età dell'uomo, Edimburgo, National Gallery of Scotland
- Tintoretto, La via lattea, Londra, National Gallery

## Ascendenza
|                                    |                           |                                       | Genitori                             |  |  | Nonni |  |  | Bisnonni             |  |  | Trisnonni          |  |
|                                    |                           |                                       |                                      |  |  |       |  |  | Enrico IV di Francia |  |  | Antonio di Borbone |  |
|                                    |                           |                                       |                                      |  |  |       |  |  | Enrico IV di Francia |  |  | Antonio di Borbone |  |
|                                    |                           | Giovanna III di Navarra               |                                      |  |  |       |  |  | Enrico IV di Francia |  |  |                    |  |
| Luigi XIII di Francia              |                           |                                       |                                      |  |  |       |  |  | Enrico IV di Francia |  |  |                    |  |
|                                    |                           | Maria de' Medici                      | Francesco I de' Medici               |  |  |       |  |  |                      |  |  |                    |  |
|                                    |                           | Maria de' Medici                      | Francesco I de' Medici               |  |  |       |  |  |                      |  |  |                    |  |
|                                    |                           | Maria de' Medici                      | Giovanna d'Austria                   |  |  |       |  |  |                      |  |  |                    |  |
| Filippo I di Borbone-Orléans       |                           | Maria de' Medici                      |                                      |  |  |       |  |  |                      |  |  |                    |  |
|                                    |                           | Filippo III di Spagna                 | Filippo II di Spagna                 |  |  |       |  |  |                      |  |  |                    |  |
|                                    |                           | Filippo III di Spagna                 | Filippo II di Spagna                 |  |  |       |  |  |                      |  |  |                    |  |
|                                    |                           | Filippo III di Spagna                 | Anna d'Austria                       |  |  |       |  |  |                      |  |  |                    |  |
| Anna d'Austria                     |                           | Filippo III di Spagna                 |                                      |  |  |       |  |  |                      |  |  |                    |  |
|                                    |                           | Margherita d'Austria-Stiria           | Carlo II d'Austria                   |  |  |       |  |  |                      |  |  |                    |  |
|                                    |                           | Margherita d'Austria-Stiria           | Carlo II d'Austria                   |  |  |       |  |  |                      |  |  |                    |  |
|                                    |                           | Margherita d'Austria-Stiria           | Maria Anna di Baviera                |  |  |       |  |  |                      |  |  |                    |  |
| Filippo II di Borbone-Orléans      |                           | Margherita d'Austria-Stiria           |                                      |  |  |       |  |  |                      |  |  |                    |  |
|                                    | Federico V del Palatinato | Federico IV del Palatinato            |                                      |  |  |       |  |  |                      |  |  |                    |  |
|                                    | Federico V del Palatinato | Federico IV del Palatinato            |                                      |  |  |       |  |  |                      |  |  |                    |  |
|                                    | Federico V del Palatinato | Luisa Giuliana di Nassau              |                                      |  |  |       |  |  |                      |  |  |                    |  |
| Carlo I Luigi del Palatinato       | Federico V del Palatinato |                                       |                                      |  |  |       |  |  |                      |  |  |                    |  |
|                                    |                           | Elisabetta Stuart                     | Giacomo I d'Inghilterra              |  |  |       |  |  |                      |  |  |                    |  |
|                                    |                           | Elisabetta Stuart                     | Giacomo I d'Inghilterra              |  |  |       |  |  |                      |  |  |                    |  |
|                                    |                           | Elisabetta Stuart                     | Anna di Danimarca                    |  |  |       |  |  |                      |  |  |                    |  |
| Elisabetta Carlotta del Palatinato |                           | Elisabetta Stuart                     |                                      |  |  |       |  |  |                      |  |  |                    |  |
|                                    |                           | Guglielmo V d'Assia-Kassel            | Maurizio d'Assia-Kassel              |  |  |       |  |  |                      |  |  |                    |  |
|                                    |                           | Guglielmo V d'Assia-Kassel            | Maurizio d'Assia-Kassel              |  |  |       |  |  |                      |  |  |                    |  |
|                                    |                           | Guglielmo V d'Assia-Kassel            | Agnese di Solms-Laubach              |  |  |       |  |  |                      |  |  |                    |  |
| Carlotta d'Assia-Kassel            |                           | Guglielmo V d'Assia-Kassel            |                                      |  |  |       |  |  |                      |  |  |                    |  |
|                                    |                           | Amalia Elisabetta di Hanau-Münzenberg | Filippo Luigi II di Hanau-Münzenberg |  |  |       |  |  |                      |  |  |                    |  |
|                                    |                           | Amalia Elisabetta di Hanau-Münzenberg | Filippo Luigi II di Hanau-Münzenberg |  |  |       |  |  |                      |  |  |                    |  |
|                                    |                           | Amalia Elisabetta di Hanau-Münzenberg | Caterina Belgica di Nassau           |  |  |       |  |  |                      |  |  |                    |  |
|                                    |                           | Amalia Elisabetta di Hanau-Münzenberg |                                      |  |  |       |  |  |                      |  |  |                    |  |

## Nella cultura di massa
Filippo d'Orléans compare come personaggio del romanzo Le Bossu di Paul Féval padre e nei suoi numerosi adattamenti cinematografici. è stato interpretato, tra gli altri, da Paul Cambo ne La spada degli Orléans (1959), da Philippe Noiret ne Il cavaliere di Lagardère (1997) e da Pierre Gérard nel film per la televisione Lagardère (2003). Inoltre, il duca di Orleans viene citato come personaggio anche nella collana di romanzi per ragazzi "Le Folli Avventure di Eulalia di Potimaron", di Anne-Sophie Silvestre. È il protagonista del film di Bertrand Tavernier, Que la fête commence! (Che la festa cominci) del 1975, nel quale è interpretato da Philippe Noiret.